# 環境運動
環境運動（かんきょううんどう）とは、環境問題の改善・解決を求めて、展開される社会運動の総称。環境保護運動も環境運動の一分野に含まれる。

## 概要
環境問題の改善・解決を求めて、展開される運動。
公害など、原因が特定でき、加害被害が中心の時代には、環境運動は責任追及・反対運動が中心であった。問題の本質が国際的・面源的になるにつれ、環境運動は、環境問題の改善・解決を求めて改善策や代替案を提案していく運動に変容を遂げている。環境破壊の元凶が人類文明である点から、極論として（大抵はたとえ話であるが）人類が存在しない方が地球の為になるだろうという見解もある。

## 関連年表
| 年   | 著作・宣言・会議・事件など | 著者・開催者・地域                                               |
| ---- | --- | ---------------------------------------------------------------- |
| 1907 | ナショナル・トラスト法 | 英国                                                             |
| 1918 | 鳥獣保護及狩猟ニ関スル法律 | 日本                                                             |
| 1933 | 狩猟鳥獣管理 | アルド・レオポルド                                               |
| 1962 | 沈黙の春 | レイチェル・カーソン                                             |
| 1966 | 来るべき宇宙船地球号の経済学 | ケネス・ボールディング                                           |
| 1968 | 人口爆発 | ポール・エーリッヒ                                               |
| 1968 | 共有地の悲劇 雑誌: サイエンス | ギャレット・ハーディン                                           |
| 1969 | 国家環境政策法 (NEPA)（環境アセスメント制度）                                                                                            | 米国                                                             |
| 1969 | 東京都公害防止条例 | 東京都                                                           |
| 1970 | 大気浄化法（マスキー法）(77年改正) | 米国                                                             |
| 1971 | 閉鎖サイクル | バリー・コモナー                                                 |
| 1971 | ラムサール条約 | 水鳥と湿地に関する国際会議                                       |
| 1972 | 成長の限界 | ローマクラブ                                                     |
| 1972 | 人間環境宣言 | 国連人間環境会議                                                 |
| 1972 | 汚染者負担の原則 (PPP) | OECD                                                             |
| 1972 | 連邦水質汚濁防止法 (77年改正) | 米国                                                             |
| 1972 | ガイア仮説 | ジェームズ・Ｅ・ラブロック                                       |
| 1973 | 絶滅のおそれのある野生動植物の種の国際取引に関する条約（ワシントン条約）                                                                 | 国際自然保護連合ら                                               |
| 1973 | 絶滅危惧種保存法 | 米国                                                             |
| 1973 | The shallow and the deep, long-range ecology（ディープエコロジー）                                                                       | アルネ・ネス                                                     |
| 1974 | 救命ボートの倫理 | ギャレット・ハーディン                                           |
| 1974 | 複合汚染 | 有吉佐和子                                                       |
| 1974 | 環境政策に関する宣言 | OECD                                                             |
| 1975 | 海洋投棄規制条約（ロンドン条約） | 国際海事機構                                                     |
| 1978 | 省エネルギー推進委員会発足 | 日本                                                             |
| 1978 | 省エネルギー法成立 | 日本                                                             |
| 1979 | スリーマイル島原発事故 | 米国                                                             |
| 1979 | 環境に重大な影響を及ぼすプロジェクトのアセスメントに関する勧告                                                                           | OECD                                                             |
| 1979 | 海洋法に関する国際連合条約 | 国連                                                             |
| 1982 | 世界自然憲章 | 国連                                                             |
| 1983 | マルポール条約 | 国際海事機関                                                     |
| 1984 | 上関原発反対運動 | 祝島漁業協同組合                                                 |
| 1985 | "Large Losses of Total Ozone in Antarctica Reveal Seasonal ClOx/NOx Interaction" 雑誌: ネイチャー                                        | ファーマン                                                       |
| 1985 | OECD 開発援助プロジェクト及びプログラムに係るEIAに関する理事会報告                                                                       | OECD                                                             |
| 1987 | ブルントラント報告（Our Common Future/邦題: 我ら共有の未来）                                                                             | 国連・ブルントラント委員会                                       |
| 1987 | 環境アセスメントの目標と原則 | UNEP                                                             |
| 1988 | 「地球温暖化による猛暑説」発言を報道 | J.ハンセン（NASA）                                               |
| 1989 | ヘルシンキ宣言 | モントリオール議定書の締約国会議                                 |
| 1991 | 越境環境アセスメント条約 | 国連                                                             |
| 1991 | 環境保護に関する南極条約議定書 | 国連                                                             |
| 1992 | 環境と開発に関するリオ宣言 | 地球サミット                                                     |
| 1992 | 国連気候変動枠組条約 | 地球サミット/ベルリン会議 (COP1)                                 |
| 1992 | 生物の多様性に関する条約 | 国連                                                             |
| 1993 | 環境基本法（公害対策基本法は廃止） | 日本                                                             |
| 1994 | 拡大生産者責任 (EPR) | OECD                                                             |
| 1994 | The Job Through Recycling program | 米国環境省                                                       |
| 1995 | 環境リスク論 | 中西準子                                                         |
| 1995 | 容器包装リサイクル法 | 日本                                                             |
| 1996 | 奪われし未来 | シーア・コルボーン                                               |
| 1997 | 諫早湾潮受堤防締切 | 日本                                                             |
| 1997 | 環境アセスメント法 | 日本                                                             |
| 1998 | メス化する自然 | デボラ・キャドバリィー                                           |
| 1998 | 地球温暖化対策推進法 | 日本                                                             |
| 1999 | 藤前干潟埋め立て撤回 | 名古屋市                                                         |
| 2000 | 循環型社会形成推進基本法 | 日本                                                             |
| 2001 | 三番瀬埋め立て計画白紙撤回 | 千葉県/堂本暁子知事                                              |
| 2001 | Ozone Connections: Expert Networks in Global Environmental Governance                                                                    | ペネロピ・キャナン                                               |
| 2002 | エコ・エコノミー | レスター・ブラウン                                               |
| 2003 | RoHS指令 | EU                                                               |
| 2004 | 脱温暖化2050研究プロジェクト発足 | 国立環境研究所（日本）                                           |
| 2005 | クリーン開発と気候に関するアジア太平洋パートナーシップ憲章                                                                               | クリーン開発と気候に関するアジア太平洋パートナーシップ           |
| 2005 | Avoiding Dangerous Climate Change | 英国環境・食糧・農村地域省                                       |
| 2006 | 不都合な真実 | アル・ゴア                                                       |
| 2006 | 改正容器包装リサイクル法 | 日本                                                             |
| 2006 | スターン・レビュー ‐ 気候変動と経済 | ニコラス・スターン（英国政府気候変動・開発経済担当政府特別顧問） |
| 2006 | REACH規制 | EU                                                               |
| 2007 | Cool Earth 50 | G8サミット（安倍晋三）                                           |
| 2009 | 日本の温室効果ガス排出量を1990年比で2020年までに25%削減                                                                                  | 国連気候変動首脳会合（鳩山由紀夫）                               |
| 2009 | 美しく豊かな自然を保護するための海岸における良好な景観及び環境の保全に係る海岸漂着物等の処理等の推進に関する法律（海岸漂着物処理推進法） | 日本                                                             |
| 2011 | 東日本大震災 | 日本                                                             |
| 2011 | 東日本大震災復興特別区域法 | 日本                                                             |
| 2016 | 東日本大震災による洋上漂流物への対応および日本政府の具体的な取組を発表                                                                   | 日本                                                             |